# Эмметсберг (Айова)
Эмметсберг (англ. Emmetsburg) — город и административный центр в округе Пало-Алто в штате Айова в Соединённых Штатах Америки.
Согласно результатам переписи населения США, проведённой в 2020 году, число жителей города составляло 3706 человек, что, для такого небольшого населённого пункта, существенно меньше (− 5,1%), чем было во время предыдущей переписи прошедшей в 2010 году (3904 человека).

## История
Поселение было первоначально создано ирландскими иммигрантами во время Великого голода в Ирландии с 1845 по 1852 год. Эмметсбург был назван в честь ирландского националиста и республиканца Роберта Эммета, родившегося в Дублине, казнённого в возрасте 25 лет за руководство восстанием против британцев в 1803 году. 
17 ноября 1877 года поселение было инкорпорировано и включено в реестр штата Айова, благодаря чему некорпоративное сообщество  официально получило статус города («Сity of» / «Town of»). Это событие стимулировало лавинообразное развитие города; если в 1870 году число жителей сообщества не превышало пятидесяти человек, то перепись 1880 года показала рост населения на 1897,7% (879 человек), а к концу XIX века здесь проживал уже 2361 человек.
В Эмметсберге находится филиал Общественного колледжа Айова-Лейкс.

## География
Город Эмметсберг расположен к востоку от реки Де-Мойн, притока Миссисипи, на высоте около 377 метров над уровнем моря.
По данным Бюро переписи населения США, общая площадь города составляет 3,97 квадратных мили (10,28 км²), из которых 3,81 квадратных мили (9,87 км²) занимает суша, а 0,16 квадратных мили (0,41 км²) приходится на водную поверхность.

## Климат
Согласно данным представленным Национальной метеорологической службой США в Эмметсберге жаркий летний влажный континентальный климат, который на климатических картах, по системе классификации климата Кёппена, сокращённо обозначается аббревиатурой «Dfa».